# Martin Sattler
Martin Sattler (* 2. August 1942 in Taching am See) ist ein deutscher Jurist, Politikwissenschaftler und Rechtsphilosoph.

## Leben
Sattler wurde in Oberbayern geboren. Er ist der Sohn des Architekten Dieter Sattler; sein Bruder Christoph Sattler ist ebenfalls Architekt, sein jüngerer Bruder der Journalist Stephan Sattler. Martin Sattler besuchte Schulen in Rom und München, wo er am Oskar-von-Miller-Gymnasium 1961 das Abitur machte. Er studierte Rechtswissenschaften, Politische Wissenschaft und Philosophie am Williams College in Massachusetts, in München und in Freiburg. Das 2. Staatsexamen legte er 1971 ab. 1973 promovierte er mit einer Dissertation zum Élysée-Vertrag bei Werner von Simson. Er arbeitete unter anderem an der Universität Duisburg-Essen und an der Helmut-Schmidt-Universität in Hamburg.
1981 nahm er eine Professur für Verfassungsrecht und Verfassungsgeschichte an der Fachhochschule des Bundes für öffentliche Verwaltung an der Außenstelle Mannheim an. Auch nach seiner Emeritierung 2007 lehrt Sattler weiterhin (seit 1986) Kunstgeschichte und Humanities am Heidelberger Standort der amerikanischen Pepperdine University. Als Direktor leitete er von 2000 bis 2010 das philosophische Institut Istituto Italiano per gli Studi Filosofici in Heidelberg.
Er lebt in Heidelberg, ist verheiratet und hat drei Söhne.

## Schriften (Auswahl)
- (Hrsg. und Autor): Staat und Recht. Die deutsche Staatslehre im 19. und 20. Jahrhundert. List, München 1972.
- Friedrich Albert Lange „Socialrevolutionär“ oder „Socialkonservativer“? in Julius H. Schoeps (Hrsg.): Friedrich Albert Lange. Leben und Werk. Braun, Duisburg 1975.
- mit Anton Hain: Der deutsch-französische Zusammenarbeitsvertrag. Eine Untersuchung zur Vertragsmacht des Bundes und der Länder. Meisenheim 1976.
- Vom theoretischen Elend der Kommunalpolitischen Praxis. In: Michael Naumann (Hrsg.): Ein Konzern hält die Luft an. Heine, München 1977.
- mit H.-W. Höffken, (Hrsg. und Autor): Rechtsextremismus in der Bundesrepublik. Leske Büderich, Leverkusen 1978.
- Organe der Europäischen Union; Recht der Europäischen Union. In Erdmann, Sattler, Schönfelder, Staender: Europäische Union. R.v.Decker, Heidelberg 1995.
- Georg Jellinek als Positivist? Überlegungen zur wissenschaftstheoretischen Einordnung seines Denkens. In: Stanley L. Paulson, Martin Schulte (Hrsg.): Georg Jellinek. Beiträge zu Leben und Werk. Mohr Siebeck, Tübingen 2000, ISBN 3-16-147377-9
- Die kulturellen Grundlagen der Europäischen Verfassung. In: UBWV. Band 03/2002, R.v.Decker, Heidelberg 2002.
- Das Richterrecht im Recht der Europäischen Union. In: UBWV. Band 11/2002, R.v.Decker, Heidelberg 2002.
- Die Kulturtheorie von Victor Goldschmid. 1. Goldschmidt-Lecture, Schriftenreihe der v. Portheim-Stiftung, Heidelberg 2005.
- Gibt es eine Wissenschaft ohne Geist? In: Ingmar Dette, Petra Huse (Hrsg.): Abenteuer des Geistes – Dimensionen des Politischen. Festschrift für Walter Rothholz. Nomos, Baden-Baden 2008.
- Carl Gustav Jochmanns „Naturgeschichte des Adels“. In: Ulrich Kronauer (Hrsg.): Carl Gustav Jochmann. Ein Kosmopolit aus Pernau. Universitätsverlag Winter, Heidelberg 2020, ISBN 978-3-8253-4678-2.